# I Can See Your House From Here
I Can See Your House From Here es el séptimo álbum de estudio del grupo de rock progresivo Camel. Este disco apareció luego de la sensible baja de Peter Bardens ocurrida en 1978. Después de una primera etapa de obras conceptuales sinfónicas, culmina una segunda caracterizada por temas "de radio" que incluyen una fusión entre el pop, la Escena Canterbury y el Jazz iniciada por Rain Dances y continuada con Breathless. Con alguna excepción como los temas Ice y Eye of the Storm, este álbum mantiene su esencia bastante alejada del progresivo sinfónico original y plantea temas pop definidos hacia una audiencia más masiva y comercial.

## Creación
Tras finalizar la gira de su anterior álbum Breathless el grupo recluta al teclista norteamericano Kit Watkins del grupo Happy The Man y Colin Bass , que había estado girando con el guitarrista Steve Hillage , en sustitución de Richard Sinclair y David Sinclair , que retornaran más tarde a su anterior grupo Caravan.
Durante el verano de 1979, Camel entró en los Farmyard Studios en la pequeña localidad rural de Little Chalfont , al sudeste de Buckinghamshire, Inglaterra. Sin Peter Bardens ya en las teclas y composiciones, Andy Latimer escribe la mayoría de los temas y otros compartidos con los nuevos músicos. Para esta nueva propuesta discográfica se mantuvo la filosofía del disco anterior de contar nuevamente con otro productor y la opción fue Rupert Hine que ya tenía un gran prestigio. Una elección interesante, ya que, Hine, tiene la habilidad de producir en el disco la tecnología más actual del momento sin perder la esencia del sonido de la banda. Hay un mayor énfasis en teclados electrónicos y las voces. 
La emblemática canción "Ice" fue grabada en una sola toma y en vivo en el estudio, luego añadiendo la parte final acústica. Otros músicos que participaron fueron Phil Collins y Mel Collins, este último solo formara parte de Camel como colaborador a partir de este disco. La grabación se complementa en los célebres Air Studios de Londres con la inclusión de una Orquesta dirigida por Simon Jeffes de la Penguin Cafe Orchestra.
El álbum fue editado en octubre de 1979, entrando en listas el 27 del mismo mes y, aunque Camel siempre ha sido un grupo más dirigido al formato de disco Long Play,  se editó un maxi-single que contenían los temas "Remote Romance/Rainbow´s End/Tell Me" el 26 de octubre solo en Inglaterra y más tarde, el 29 de febrero de 1980, el sencillo "Your Love is Stranger Than Mine/Neon Magic" ya a nivel internacional.
En un principio el disco debía haberse llamado "Endangered Species" y la portada del disco no estuvo exenta de polémica por incluir un montaje fotográfico realizado por Gered Mankowitz donde aparecía en el espacio un astronauta crucificado observando la tierra.

## Tour
La experiencia de incluir dos teclistas en el grupo durante el pasado Tour con Breathless abre nuevas posibilidades que Camel mantiene en esta nueva gira. Andy Latimer comentaría al respecto por aquella época: De pronto pensé con dos teclistas sería una gran idea, ya que seríamos capaces de hacer muchas cosas más aventureras", añadiendo de manera mordaz,  "En un momento me hizo pensar en llamar a la banda Caramel!"
La gira mundial comenzó en 8 de octubre en The Dome, Brighton, Inglaterra, siguiendo por Francia, Alemania, Suecia, Noruega, Bélgica, España y finaliza el 29 de enero de 1980 en el Koseinenkin Hall de Tokio, Japón.

## Lista de temas
1. "Wait" (Latimer, McBurnie) - 5:02
2. "Your Love Is Stranger Than Mine" (Bass, Latimer, Schelhaas, Ward) - 3:25
3. "Eye of the Storm" (Watkins) - 3:52
4. "Who We Are" (Latimer) - 7:51
5. "Survival" (Latimer) - 1:12
6. "Hymn to Her" (Latimer, Schelhaas) - 5:36
7. "Neon Magic" (Latimer, McAuliffe, Schelhaas) - 4:39
8. "Remote Romance" (Latimer, Watkins) - 4:07
9. "Ice" (Latimer) - 10:17

## Intérpretes
- Andrew Latimer - guitarra, flauta, voces
- Kit Watkins - teclados
- Jan Schelhaas - teclados
- Colin Bass - bajo, voces
- Andy Ward - percusión
- Mel Collins - saxófono
- Phil Collins - percusión
- Rupert Hine - voces y producción
- Simon Jeffes -  Director y Arreglos Orquestales
- Gavin Wright - Violín principal
- Peter Kelsey - Ingeniero de Sonido
- Richard Austen - Ingeniero de Sonido

- Datos: Q1765488